# Завичајни музеј Бела Паланка
Завичајни музеј Бела Паланка основан је 1983. године. Првобитно се налазио у оквиру Центра за културу али касније прелази у састав библиотеке „Вук Караџић“. Музеј поседује око 2000 предмета смештених у археолошку, нумизматичку и етнолошку збирку, као и збирку фотографија и архивску збирку.
У оквиру свечаности поводом прославе Дана Општине Бела Паланка 5. јула 2013. године отворена је стална поставка Завичајног музеја. Експонати представљају само део богатог фонда покретног археолошког материјала откривеног током заштитних археолошких ископавања, која је Републички завод за заштиту споменика културе обавио на локалитетима са територије ове општине, угроженим изградњом трасе будућег аутопута Е 80, на коридору 10.
Највећи број експоната припада времену античке Ремезијане, док су од праисторијског материјала изложени предмети из периода бронзаног и гвозденог доба. Изложбени простор налази се на локацији у центру града, која уједно представља и језгро античког насеља, са делимично истраженом касноантичком базиликом.